# Dominik Humbel
Dominik Humbel, schweizisk orienterare som blev världsmästare i stafett 1993.